# Interlands Engels voetbalelftal 1930-1939
Deze pagina toont een chronologisch en gedetailleerd overzicht van de interlands die het Engels voetbalelftal heeft gespeeld in de periode 1930 – 1939.

## Interlands

### 1930
|                                                                                    |                                                          |       |                        |                                                                                    |
| 5 april British Home Championship 1929/30 № 170 «onderlinge duels» 15:15 uur (UTC) | Engeland                                                 | 5 – 2 | Schotland              | Wembley Stadium, Londen Toeschouwers: 87.375 Scheidsrechter: William McClean (NIR) |
| 5 april British Home Championship 1929/30 № 170 «onderlinge duels» 15:15 uur (UTC) | Vic Watson 11', 28' Ellis Rimmer 33', 55' David Jack 49' |       | 49', 62' Jimmy Fleming | Wembley Stadium, Londen Toeschouwers: 87.375 Scheidsrechter: William McClean (NIR) |

|                                                                     |                               |       |                                     |                                                                                   |
| 10 mei Vriendschappelijk № 171 «onderlinge duels» 17:30 uur (UTC+1) | Duitsland                     | 3 – 3 | Engeland                            | Deutsches Stadion, Berlijn Toeschouwers: 50.000 Scheidsrechter: Job Mutters (NED) |
| 10 mei Vriendschappelijk № 171 «onderlinge duels» 17:30 uur (UTC+1) | Richard Hofmann 21', 49', 60' |       | 8', 31' Joe Bradford 78' David Jack | Deutsches Stadion, Berlijn Toeschouwers: 50.000 Scheidsrechter: Job Mutters (NED) |

|                                                                     |          |       |            |                                                                                 |
| 14 mei Vriendschappelijk № 172 «onderlinge duels» 17:45 uur (UTC+1) | Engeland | 0 – 0 | Oostenrijk | Hohe Wartestadion, Wenen Toeschouwers: 61.000 Scheidsrechter: Job Mutters (NED) |
| 14 mei Vriendschappelijk № 172 «onderlinge duels» 17:45 uur (UTC+1) |          |       |            | Hohe Wartestadion, Wenen Toeschouwers: 61.000 Scheidsrechter: Job Mutters (NED) |

|                                                                                       |                                                                             |       |                 |                                                                                 |
| 20 oktober British Home Championship 1930/31 № 173 «onderlinge duels» 15:00 uur (UTC) | Engeland                                                                    | 5 – 1 | Noord-Ierland   | Bramall Lane, Sheffield Toeschouwers: 35.000 Scheidsrechter: John Thomson (SCO) |
| 20 oktober British Home Championship 1930/31 № 173 «onderlinge duels» 15:00 uur (UTC) | Harry Burgess 15', 35' Jimmy Hampson 25' Sammy Crooks 30' Eric Houghton 40' |       | 80' Jimmy Dunne | Bramall Lane, Sheffield Toeschouwers: 35.000 Scheidsrechter: John Thomson (SCO) |

|                                                                                        |       |                                                            |          |                                                                                   |
| 22 november British Home Championship 1930/31 № 174 «onderlinge duels» 14:45 uur (UTC) | Wales | 0 – 4                                                      | Engeland | Racecourse Ground, Wrexham Toeschouwers: 11.282 Scheidsrechter: Hugh Watson (SCO) |
| 22 november British Home Championship 1930/31 № 174 «onderlinge duels» 14:45 uur (UTC) |       | 12', 70' Jimmy Hampson 35' Gordon Hodgson 72' Joe Bradford |          | Racecourse Ground, Wrexham Toeschouwers: 11.282 Scheidsrechter: Hugh Watson (SCO) |

### 1931
|                                                                                     |                                   |       |          |                                                                               |
| 28 maart British Home Championship 1930/31 № 175 «onderlinge duels» 15:00 uur (UTC) | Schotland                         | 2 – 0 | Engeland | Hampden Park, Glasgow Toeschouwers: 129.810 Scheidsrechter: Alf Attwood (WAL) |
| 28 maart British Home Championship 1930/31 № 175 «onderlinge duels» 15:00 uur (UTC) | Bob McPhail 61' Jimmy McGrory 64' |       |          | Hampden Park, Glasgow Toeschouwers: 129.810 Scheidsrechter: Alf Attwood (WAL) |

|                                                                     |                                                                                    |       |                                 |                                                                                                   |
| 14 mei Vriendschappelijk № 176 «onderlinge duels» 15:00 uur (UTC+1) | Frankrijk                                                                          | 5 – 2 | Engeland                        | Stade olympique Yves-du-Manoir, Colombes Toeschouwers: 30.000 Scheidsrechter: John Langenus (BEL) |
| 14 mei Vriendschappelijk № 176 «onderlinge duels» 15:00 uur (UTC+1) | Lucien Laurent 15' Robert Mercier 18', 76' Marcel Langiller 29' Edmond Delfour 57' |       | 10' Sammy Crooks 71' Tom Waring | Stade olympique Yves-du-Manoir, Colombes Toeschouwers: 30.000 Scheidsrechter: John Langenus (BEL) |

|                                                                     |                  |       |                                                                   |                                                                                               |
| 16 mei Vriendschappelijk № 177 «onderlinge duels» 16:00 uur (UTC+1) | België           | 1 – 4 | Engeland                                                          | Stade à Molenbeek-Saint-Jean, Brussel Toeschouwers: 30.000 Scheidsrechter: Peco Bauwens (GER) |
| 16 mei Vriendschappelijk № 177 «onderlinge duels» 16:00 uur (UTC+1) | Jean Capelle 38' |       | 43' (pen.) Eric Houghton 66', 76' Harry Burgess 80' Harry Roberts | Stade à Molenbeek-Saint-Jean, Brussel Toeschouwers: 30.000 Scheidsrechter: Peco Bauwens (GER) |

|                                                                                       |                                 |       |                                                                           |                                                                              |
| 17 oktober British Home Championship 1931/32 № 178 «onderlinge duels» 15:00 uur (UTC) | Noord-Ierland                   | 2 – 6 | Engeland                                                                  | Windsor Park, Belfast Toeschouwers: 40.000 Scheidsrechter: Hugh Watson (SCO) |
| 17 oktober British Home Championship 1931/32 № 178 «onderlinge duels» 15:00 uur (UTC) | Jimmy Dunne 40' Jimmy Kelly 90' |       | 10' John Smith 11', 50' Tom Waring 30' Ernest Hine 60', 85' Eric Houghton | Windsor Park, Belfast Toeschouwers: 40.000 Scheidsrechter: Hugh Watson (SCO) |

|                                                                                        |                                                 |       |                    |                                                                             |
| 18 november British Home Championship 1931/32 № 179 «onderlinge duels» 13:00 uur (UTC) | Engeland                                        | 3 – 1 | Wales              | Anfield, Liverpool Toeschouwers: 15.000 Scheidsrechter: Billy Bunnell (ENG) |
| 18 november British Home Championship 1931/32 № 179 «onderlinge duels» 13:00 uur (UTC) | John Smith 38' Sammy Crooks 50' Ernest Hine 65' |       | 30' Walter Robbins | Anfield, Liverpool Toeschouwers: 15.000 Scheidsrechter: Billy Bunnell (ENG) |

|                                                                       |                                                                              |       |                         |                                                                          |
| 9 december Vriendschappelijk № 180 «onderlinge duels» 14:30 uur (UTC) | Engeland                                                                     | 7 – 1 | Spanje                  | Highbury, Londen Toeschouwers: 55.000 Scheidsrechter: Peco Bauwens (GER) |
| 9 december Vriendschappelijk № 180 «onderlinge duels» 14:30 uur (UTC) | John Smith 2', 44' Tosh Johnson 3', 76' Sammy Crooks 50', 85' Billy Dean 68' |       | 87' Guillermo Gorostiza | Highbury, Londen Toeschouwers: 55.000 Scheidsrechter: Peco Bauwens (GER) |

### 1932
|                                                                                    |                                                   |       |           |                                                                                 |
| 9 april British Home Championship 1931/32 № 181 «onderlinge duels» 15:00 uur (UTC) | Engeland                                          | 3 – 0 | Schotland | Wembley Stadium, Londen Toeschouwers: 92.180 Scheidsrechter: Sam Thompson (NIR) |
| 9 april British Home Championship 1931/32 № 181 «onderlinge duels» 15:00 uur (UTC) | Tom Waring 36' Bobby Barclay 80' Sammy Crooks 88' |       |           | Wembley Stadium, Londen Toeschouwers: 92.180 Scheidsrechter: Sam Thompson (NIR) |

|                                                                                       |                   |       |               |                                                                                   |
| 17 oktober British Home Championship 1932/33 № 182 «onderlinge duels» 15:00 uur (UTC) | Engeland          | 1 – 0 | Noord-Ierland | Bloomfield Road, Blackpool Toeschouwers: 23.000 Scheidsrechter: Hugh Watson (SCO) |
| 17 oktober British Home Championship 1932/33 № 182 «onderlinge duels» 15:00 uur (UTC) | Bobby Barclay 30' |       |               | Bloomfield Road, Blackpool Toeschouwers: 23.000 Scheidsrechter: Hugh Watson (SCO) |

|                                                                                        |       |       |          |                                                                                    |
| 16 november British Home Championship 1932/33 № 183 «onderlinge duels» 14:45 uur (UTC) | Wales | 0 – 0 | Engeland | Racecourse Ground, Wrexham Toeschouwers: 25.167 Scheidsrechter: Sam Thompson (IRL) |
| 16 november British Home Championship 1932/33 № 183 «onderlinge duels» 14:45 uur (UTC) |       |       |          | Racecourse Ground, Wrexham Toeschouwers: 25.167 Scheidsrechter: Sam Thompson (IRL) |

|                                                                       |                                                          |       |                                             |                                                                                  |
| 7 december Vriendschappelijk № 184 «onderlinge duels» 14:15 uur (UTC) | Engeland                                                 | 4 – 3 | Oostenrijk                                  | Stamford Bridge, Londen Toeschouwers: 42.000 Scheidsrechter: John Langenus (BEL) |
| 7 december Vriendschappelijk № 184 «onderlinge duels» 14:15 uur (UTC) | Jimmy Hampson 5', 27' Eric Houghton 77' Sammy Crooks 82' |       | 51', 87' Karl Zischek 80' Matthias Sindelar | Stamford Bridge, Londen Toeschouwers: 42.000 Scheidsrechter: John Langenus (BEL) |

### 1933
|                                                                                    |                       |       |                 |                                                                                |
| 1 april British Home Championship 1932/33 № 185 «onderlinge duels» 15:00 uur (UTC) | Schotland             | 2 – 1 | Engeland        | Hampden Park, Glasgow Toeschouwers: 134.710 Scheidsrechter: Sam Thompson (NIR) |
| 1 april British Home Championship 1932/33 № 185 «onderlinge duels» 15:00 uur (UTC) | Jimmy McGrory 5', 81' |       | 30' George Hunt | Hampden Park, Glasgow Toeschouwers: 134.710 Scheidsrechter: Sam Thompson (NIR) |

|                                                                     |                     |       |                  |                                                                                    |
| 13 mei Vriendschappelijk № 186 «onderlinge duels» 15:30 uur (UTC+1) | Italië              | 1 – 1 | Engeland         | Stadio Nazionale PNF, Rome Toeschouwers: 50.000 Scheidsrechter: Peco Bauwens (GER) |
| 13 mei Vriendschappelijk № 186 «onderlinge duels» 15:30 uur (UTC+1) | Giovanni Ferrari 4' |       | 24' Cliff Bastin | Stadio Nazionale PNF, Rome Toeschouwers: 50.000 Scheidsrechter: Peco Bauwens (GER) |

|                                                                     |             |                                                 |          |                                                                               |
| 20 mei Vriendschappelijk № 187 «onderlinge duels» 17:30 uur (UTC+1) | Zwitserland | 0 – 4                                           | Engeland | Stadion Neufeld, Bern Toeschouwers: 26.000 Scheidsrechter: Peco Bauwens (GER) |
| 20 mei Vriendschappelijk № 187 «onderlinge duels» 17:30 uur (UTC+1) |             | 15', 71' Cliff Bastin 75', 77' James Richardson |          | Stadion Neufeld, Bern Toeschouwers: 26.000 Scheidsrechter: Peco Bauwens (GER) |

|                                                                                       |               |                                                    |          |                                                                              |
| 14 oktober British Home Championship 1933/34 № 188 «onderlinge duels» 15:00 uur (UTC) | Noord-Ierland | 0 – 3                                              | Engeland | Windsor Park, Belfast Toeschouwers: 33.000 Scheidsrechter: Hugh Watson (SCO) |
| 14 oktober British Home Championship 1933/34 № 188 «onderlinge duels» 15:00 uur (UTC) |               | 30' Eric Brook 51' Tommy Grosvenor 60' Jack Bowers |          | Windsor Park, Belfast Toeschouwers: 33.000 Scheidsrechter: Hugh Watson (SCO) |

|                                                                                        |                |       |                                 |                                                                                              |
| 15 november British Home Championship 1933/34 № 189 «onderlinge duels» 14:30 uur (UTC) | Engeland       | 1 – 2 | Wales                           | St. James' Park, Newcastle upon Tyne Toeschouwers: 15.000 Scheidsrechter: Sam Thompson (NIR) |
| 15 november British Home Championship 1933/34 № 189 «onderlinge duels» 14:30 uur (UTC) | Eric Brook 59' |       | 21' Thomas Mills 82' Dai Astley | St. James' Park, Newcastle upon Tyne Toeschouwers: 15.000 Scheidsrechter: Sam Thompson (NIR) |

|                                                                       |                                                            |       |                    |                                                                                  |
| 6 december Vriendschappelijk № 190 «onderlinge duels» 14:00 uur (UTC) | Engeland                                                   | 4 – 1 | Frankrijk          | White Hart Lane, Londen Toeschouwers: 17.097 Scheidsrechter: John Langenus (BEL) |
| 6 december Vriendschappelijk № 190 «onderlinge duels» 14:00 uur (UTC) | George Camsell 14', 41' Eric Brook 21' Tommy Grosvenor 53' |       | 78' Émile Veinante | White Hart Lane, Londen Toeschouwers: 17.097 Scheidsrechter: John Langenus (BEL) |

### 1934
|                                                                                     |                                                 |       |           |                                                                                 |
| 14 april British Home Championship 1933/34 № 191 «onderlinge duels» 15:00 uur (UTC) | Engeland                                        | 3 – 0 | Schotland | Wembley Stadium, Londen Toeschouwers: 92.363 Scheidsrechter: Sam Thompson (NIR) |
| 14 april British Home Championship 1933/34 № 191 «onderlinge duels» 15:00 uur (UTC) | Cliff Bastin 43' Eric Brook 80' Jack Bowers 88' |       |           | Wembley Stadium, Londen Toeschouwers: 92.363 Scheidsrechter: Sam Thompson (NIR) |

|                                                                     |                                   |       |                 |                                                                                   |
| 10 mei Vriendschappelijk № 192 «onderlinge duels» 18:30 uur (UTC+1) | Hongarije                         | 2 – 1 | Engeland        | Üllői Út, Boedapest Toeschouwers: 35.000 Scheidsrechter: Rinaldo Barlassina (ITA) |
| 10 mei Vriendschappelijk № 192 «onderlinge duels» 18:30 uur (UTC+1) | István Avar 56' György Sárosi 69' |       | 84' Fred Tilson | Üllői Út, Boedapest Toeschouwers: 35.000 Scheidsrechter: Rinaldo Barlassina (ITA) |

|                                                                     |                                     |       |                 |                                                                                  |
| 16 mei Vriendschappelijk № 193 «onderlinge duels» 17:30 uur (UTC+1) | Tsjecho-Slowakije                   | 2 – 1 | Engeland        | Letenský Stadion, Praag Toeschouwers: 35.000 Scheidsrechter: John Langenus (BEL) |
| 16 mei Vriendschappelijk № 193 «onderlinge duels» 17:30 uur (UTC+1) | Oldřich Nejedlý 42' Antonín Puč 61' |       | 20' Fred Tilson | Letenský Stadion, Praag Toeschouwers: 35.000 Scheidsrechter: John Langenus (BEL) |

|                                                                                           |       |                                                          |          |                                                                              |
| 29 september British Home Championship 1934/35 № 194 «onderlinge duels» 15:30 uur (UTC+1) | Wales | 0 – 4                                                    | Engeland | Ninian Park, Cardiff Toeschouwers: 36.692 Scheidsrechter: Sam Thompson (NIR) |
| 29 september British Home Championship 1934/35 № 194 «onderlinge duels» 15:30 uur (UTC+1) |       | 10', 85' Fred Tilson 30' Eric Brook 64' Stanley Matthews |          | Ninian Park, Cardiff Toeschouwers: 36.692 Scheidsrechter: Sam Thompson (NIR) |

|                                                                        |                                  |       |                          |                                                                         |
| 14 november Vriendschappelijk № 195 «onderlinge duels» 14:30 uur (UTC) | Engeland                         | 3 – 2 | Italië                   | Highbury, Londen Toeschouwers: 56.044 Scheidsrechter: Otto Olsson (SWE) |
| 14 november Vriendschappelijk № 195 «onderlinge duels» 14:30 uur (UTC) | Eric Brook 3', 10' Ted Drake 12' |       | 58', 62' Giuseppe Meazza | Highbury, Londen Toeschouwers: 56.044 Scheidsrechter: Otto Olsson (SWE) |

### 1935
|                                                                                       |                       |       |                    |                                                                                 |
| 6 februari British Home Championship 1934/35 № 196 «onderlinge duels» 13:00 uur (UTC) | Engeland              | 2 – 1 | Noord-Ierland      | Goodison Park, Liverpool Toeschouwers: 32.000 Scheidsrechter: Willie Webb (SCO) |
| 6 februari British Home Championship 1934/35 № 196 «onderlinge duels» 13:00 uur (UTC) | Cliff Bastin 21', 70' |       | 50' Alex Stevenson | Goodison Park, Liverpool Toeschouwers: 32.000 Scheidsrechter: Willie Webb (SCO) |

|                                                                                    |                       |       |          |                                                                                |
| 6 april British Home Championship 1934/35 № 197 «onderlinge duels» 15:00 uur (UTC) | Schotland             | 2 – 0 | Engeland | Hampden Park, Glasgow Toeschouwers: 129.693 Scheidsrechter: Sam Thompson (NIR) |
| 6 april British Home Championship 1934/35 № 197 «onderlinge duels» 15:00 uur (UTC) | Dally Duncan 43', 49' |       |          | Hampden Park, Glasgow Toeschouwers: 129.693 Scheidsrechter: Sam Thompson (NIR) |

|                                                                        |           |                  |          |                                                                                      |
| 18 mei Vriendschappelijk № 198 «onderlinge duels» 18:00 uur (UTC+1:20) | Nederland | 0 – 1            | Engeland | Olympisch Stadion, Amsterdam Toeschouwers: 33.000 Scheidsrechter: Peco Bauwens (GER) |
| 18 mei Vriendschappelijk № 198 «onderlinge duels» 18:00 uur (UTC+1:20) |           | 51' Fred Worrall |          | Olympisch Stadion, Amsterdam Toeschouwers: 33.000 Scheidsrechter: Peco Bauwens (GER) |

|                                                                                       |                  |       |                      |                                                                              |
| 19 oktober British Home Championship 1935/36 № 199 «onderlinge duels» 15:00 uur (UTC) | Noord-Ierland    | 1 – 3 | Engeland             | Windsor Park, Belfast Toeschouwers: 28.000 Scheidsrechter: Willie Webb (SCO) |
| 19 oktober British Home Championship 1935/36 № 199 «onderlinge duels» 15:00 uur (UTC) | Jackie Brown 18' |       | 66', 69' Fred Tilson | Windsor Park, Belfast Toeschouwers: 28.000 Scheidsrechter: Willie Webb (SCO) |

|                                                                       |                                          |       |           |                                                                                |
| 4 december Vriendschappelijk № 200 «onderlinge duels» 14:30 uur (UTC) | Engeland                                 | 3 – 0 | Duitsland | White Hart Lane, Londen Toeschouwers: 54.164 Scheidsrechter: Otto Olsson (SWE) |
| 4 december Vriendschappelijk № 200 «onderlinge duels» 14:30 uur (UTC) | George Camsell 35', 65' Cliff Bastin 68' |       |           | White Hart Lane, Londen Toeschouwers: 54.164 Scheidsrechter: Otto Olsson (SWE) |

### 1936
|                                                                                       |                |       |                               |                                                                                        |
| 5 februari British Home Championship 1935/36 № 201 «onderlinge duels» 15:00 uur (UTC) | Engeland       | 1 – 2 | Wales                         | Molineux Stadium, Wolverhampton Toeschouwers: 22.613 Scheidsrechter: Willie Webb (SCO) |
| 5 februari British Home Championship 1935/36 № 201 «onderlinge duels» 15:00 uur (UTC) | Ray Bowden 38' |       | 47' Dai Astley 67' Bryn Jones | Molineux Stadium, Wolverhampton Toeschouwers: 22.613 Scheidsrechter: Willie Webb (SCO) |

|                                                                                    |                    |       |                         |                                                                                     |
| 4 april British Home Championship 1935/36 № 202 «onderlinge duels» 15:15 uur (UTC) | Engeland           | 1 – 1 | Schotland               | Wembley Stadium, Londen Toeschouwers: 93.267 Scheidsrechter: William Hamilton (IRL) |
| 4 april British Home Championship 1935/36 № 202 «onderlinge duels» 15:15 uur (UTC) | George Camsell 30' |       | 77' (pen.) Tommy Walker | Wembley Stadium, Londen Toeschouwers: 93.267 Scheidsrechter: William Hamilton (IRL) |

|                                                                    |                                     |       |                    |                                                                               |
| 6 mei Vriendschappelijk № 203 «onderlinge duels» 17:15 uur (UTC+1) | Oostenrijk                          | 2 – 1 | Engeland           | Praterstadion, Wenen Toeschouwers: 60.000 Scheidsrechter: John Langenus (BEL) |
| 6 mei Vriendschappelijk № 203 «onderlinge duels» 17:15 uur (UTC+1) | Rudolf Viertl 12' Rudolf Geiter 17' |       | 54' George Camsell | Praterstadion, Wenen Toeschouwers: 60.000 Scheidsrechter: John Langenus (BEL) |

|                                                                    |                                        |       |                                     |                                                                                    |
| 9 mei Vriendschappelijk № 204 «onderlinge duels» 17:00 uur (UTC+1) | België                                 | 3 – 2 | Engeland                            | Heizelstadion, Brussel Toeschouwers: 30.000 Scheidsrechter: Joop van Moorsel (NED) |
| 9 mei Vriendschappelijk № 204 «onderlinge duels» 17:00 uur (UTC+1) | Rik Isemborghs 62', 82' Jan Fievez 84' |       | 2' George Camsell 88' Harold Hobbis | Heizelstadion, Brussel Toeschouwers: 30.000 Scheidsrechter: Joop van Moorsel (NED) |

|                                                                                       |                                   |       |                  |                                                                                 |
| 17 oktober British Home Championship 1936/37 № 205 «onderlinge duels» 15:30 uur (UTC) | Wales                             | 2 – 1 | Engeland         | Ninian Park, Cardiff Toeschouwers: 44.729 Scheidsrechter: William McClean (NIR) |
| 17 oktober British Home Championship 1936/37 № 205 «onderlinge duels» 15:30 uur (UTC) | Seymour Morris 64' Pat Glover 66' |       | 44' Cliff Bastin | Ninian Park, Cardiff Toeschouwers: 44.729 Scheidsrechter: William McClean (NIR) |

|                                                                                        |                                                    |       |               |                                                                                        |
| 18 november British Home Championship 1936/37 № 206 «onderlinge duels» 14:30 uur (UTC) | Engeland                                           | 3 – 1 | Noord-Ierland | Victoria Ground, Stoke-on-Trent Toeschouwers: 47.886 Scheidsrechter: Willie Webb (SCO) |
| 18 november British Home Championship 1936/37 № 206 «onderlinge duels» 14:30 uur (UTC) | Raich Carter 30' Cliff Bastin 67' Fred Worrall 75' |       | 43' Tom Davis | Victoria Ground, Stoke-on-Trent Toeschouwers: 47.886 Scheidsrechter: Willie Webb (SCO) |

|                                                                       |                                                                           |       |                                 |                                                                            |
| 2 december Vriendschappelijk № 207 «onderlinge duels» 14:00 uur (UTC) | Engeland                                                                  | 6 – 2 | Hongarije                       | Highbury, Londen Toeschouwers: 36.000 Scheidsrechter: Lucien Leclerq (FRA) |
| 2 december Vriendschappelijk № 207 «onderlinge duels» 14:00 uur (UTC) | Eric Brook 25' Ted Drake 32', 43', 65' Cliff Britton 52' Raich Carter 87' |       | 29' László Cseh 48' Jenő Vincze | Highbury, Londen Toeschouwers: 36.000 Scheidsrechter: Lucien Leclerq (FRA) |

### 1937
|                                                                                     |                                          |       |                    |                                                                                   |
| 17 april British Home Championship 1936/37 № 208 «onderlinge duels» 15:00 uur (UTC) | Schotland                                | 3 – 1 | Engeland           | Hampden Park, Glasgow Toeschouwers: 149.407 Scheidsrechter: William McClean (NIR) |
| 17 april British Home Championship 1936/37 № 208 «onderlinge duels» 15:00 uur (UTC) | Frank O'Donnell 47' Bob McPhail 80', 88' |       | 40' Freddie Steele | Hampden Park, Glasgow Toeschouwers: 149.407 Scheidsrechter: William McClean (NIR) |

|                                                                     |           |                                                                                                  |          |                                                                               |
| 14 mei Vriendschappelijk № 209 «onderlinge duels» 19:15 uur (UTC+1) | Noorwegen | 0 – 6                                                                                            | Engeland | Ullevaalstadion, Oslo Toeschouwers: 20.000 Scheidsrechter: Einer Ulrich (DEN) |
| 14 mei Vriendschappelijk № 209 «onderlinge duels» 19:15 uur (UTC+1) |           | 18' Alf Kirchen 38' (e.d.) Øivind Holmsen 40' Tom Galley 43', 61' Freddie Steele 85' Len Goulden |          | Ullevaalstadion, Oslo Toeschouwers: 20.000 Scheidsrechter: Einer Ulrich (DEN) |

|                                                                     |        |                                             |          |                                                                                |
| 17 mei Vriendschappelijk № 210 «onderlinge duels» 14:00 uur (UTC+1) | Zweden | 0 – 4                                       | Engeland | Råsundastadion, Solna Toeschouwers: 34.119 Scheidsrechter: John Langenus (BEL) |
| 17 mei Vriendschappelijk № 210 «onderlinge duels» 14:00 uur (UTC+1) |        | 7', 13', 33' Freddie Steele 35' Joe Johnson |          | Råsundastadion, Solna Toeschouwers: 34.119 Scheidsrechter: John Langenus (BEL) |

|                                                                     |         | |          |                                                                                     |
| 20 mei Vriendschappelijk № 211 «onderlinge duels» 18:30 uur (UTC+2) | Finland | 0 – 8 | Engeland | Töölön Pallokenttä, Helsinki Toeschouwers: 9.533 Scheidsrechter: Rudolf Eklöw (SWE) |
| 20 mei Vriendschappelijk № 211 «onderlinge duels» 18:30 uur (UTC+2) |         | 6' Alf Kirchen 27', 56' Joe Payne 36', 52' Freddie Steele 44' Joe Johnson 75' Ken Willingham 87' Jackie Robinson |          | Töölön Pallokenttä, Helsinki Toeschouwers: 9.533 Scheidsrechter: Rudolf Eklöw (SWE) |

|                                                                                       |                    |       |                                                           |                                                                              |
| 23 oktober British Home Championship 1937/38 № 212 «onderlinge duels» 15:00 uur (UTC) | Noord-Ierland      | 1 – 5 | Engeland                                                  | Windsor Park, Belfast Toeschouwers: 36.000 Scheidsrechter: Willie Webb (SCO) |
| 23 oktober British Home Championship 1937/38 № 212 «onderlinge duels» 15:00 uur (UTC) | Alex Stevenson 89' |       | 10', 20', 55' George Mills 58' Willie Hall 75' Eric Brook | Windsor Park, Belfast Toeschouwers: 36.000 Scheidsrechter: Willie Webb (SCO) |

|                                                                                        |                                      |       |                 |                                                                                     |
| 17 november British Home Championship 1937/38 № 213 «onderlinge duels» 14:30 uur (UTC) | Engeland                             | 2 – 1 | Wales           | Ayresome Park, Middlesbrough Toeschouwers: 30.608 Scheidsrechter: Willie Webb (SCO) |
| 17 november British Home Championship 1937/38 № 213 «onderlinge duels» 14:30 uur (UTC) | Stanley Matthews 28' Willie Hall 59' |       | 16' Eddie Perry | Ayresome Park, Middlesbrough Toeschouwers: 30.608 Scheidsrechter: Willie Webb (SCO) |

|                                                                       |                                                                  |       |                                                          |                                                                                  |
| 1 december Vriendschappelijk № 214 «onderlinge duels» 14:30 uur (UTC) | Engeland                                                         | 5 – 4 | Tsjecho-Slowakije                                        | White Hart Lane, Londen Toeschouwers: 45.879 Scheidsrechter: John Langenus (BEL) |
| 1 december Vriendschappelijk № 214 «onderlinge duels» 14:30 uur (UTC) | Jack Crayston 10' John Morton 19' Stanley Matthews 28', 55', 83' |       | 12' Antonín Puč 45', 75' Oldřich Nejedlý 60' Josef Zeman | White Hart Lane, Londen Toeschouwers: 45.879 Scheidsrechter: John Langenus (BEL) |

### 1938
|                                                                                    |          |                 |           |                                                                                     |
| 9 april British Home Championship 1937/38 № 215 «onderlinge duels» 15:00 uur (UTC) | Engeland | 0 – 1           | Schotland | Wembley Stadium, Londen Toeschouwers: 93.267 Scheidsrechter: William Hamilton (IRL) |
| 9 april British Home Championship 1937/38 № 215 «onderlinge duels» 15:00 uur (UTC) |          | 5' Tommy Walker |           | Wembley Stadium, Londen Toeschouwers: 93.267 Scheidsrechter: William Hamilton (IRL) |

|                                                                     |                                                      |       |                                                                                                 |                                                                                   |
| 14 mei Vriendschappelijk № 216 «onderlinge duels» 17:00 uur (UTC+1) | Duitsland                                            | 3 – 6 | Engeland                                                                                        | Olympiastadion, Berlijn Toeschouwers: 105.000 Scheidsrechter: John Langenus (BEL) |
| 14 mei Vriendschappelijk № 216 «onderlinge duels» 17:00 uur (UTC+1) | Rudolf Gellesch 20' Jupp Gauchel 44' Len Goulden 85' |       | 15' Cliff Bastin 26', 49' Jackie Robinson 29' Frank Broome 42' Stanley Matthews 77' Hans Pesser | Olympiastadion, Berlijn Toeschouwers: 105.000 Scheidsrechter: John Langenus (BEL) |

|                                                                     |                                     |       |                            |                                                                          |
| 21 mei Vriendschappelijk № 217 «onderlinge duels» 17:30 uur (UTC+1) | Zwitserland                         | 2 – 1 | Engeland                   | Hardturm, Zürich Toeschouwers: 25.000 Scheidsrechter: Peco Bauwens (DUI) |
| 21 mei Vriendschappelijk № 217 «onderlinge duels» 17:30 uur (UTC+1) | Georges Aeby 25' André Abegglen 73' |       | 33' (pen.) Clifford Bastin | Hardturm, Zürich Toeschouwers: 25.000 Scheidsrechter: Peco Bauwens (DUI) |

|                                                                     |                                     |       |                                                            |                                                                                                 |
| 26 mei Vriendschappelijk № 218 «onderlinge duels» 15:30 uur (UTC+1) | Frankrijk                           | 2 – 4 | Engeland                                                   | Stade olympique Yves-du-Manoir, Colombes Toeschouwers: 45.168 Scheidsrechter: Louis Baert (BEL) |
| 26 mei Vriendschappelijk № 218 «onderlinge duels» 15:30 uur (UTC+1) | Auguste Jordan 32' Jean Nicolas 36' |       | 6' Frank Broome 34', 40' Ted Drake 85' (pen.) Cliff Bastin | Stade olympique Yves-du-Manoir, Colombes Toeschouwers: 45.168 Scheidsrechter: Louis Baert (BEL) |

|                                                                                       |                                                     |       |                                              |                                                                                  |
| 22 oktober British Home Championship 1938/39 № 219 «onderlinge duels» 15:15 uur (UTC) | Wales                                               | 4 – 2 | Engeland                                     | Ninian Park, Cardiff Toeschouwers: 55.000 Scheidsrechter: William Hamilton (IRL) |
| 22 oktober British Home Championship 1938/39 № 219 «onderlinge duels» 15:15 uur (UTC) | Dai Astley 5', 64' Idris Hopkins 33' Bryn Jones 61' |       | 27' (pen.) Tommy Lawton 35' Stanley Matthews | Ninian Park, Cardiff Toeschouwers: 55.000 Scheidsrechter: William Hamilton (IRL) |

|                                                    |                                                  |       |        |                                                                          |
| 26 oktober Vriendschappelijk № 220 15:00 uur (UTC) | Engeland                                         | 3 – 0 | Europa | Highbury, Londen Toeschouwers: 40.185 Scheidsrechter: Jimmy Jewell (ENG) |
| 26 oktober Vriendschappelijk № 220 15:00 uur (UTC) | Willie Hall 20' Tommy Lawton 39' Len Goulden 73' |       |        | Highbury, Londen Toeschouwers: 40.185 Scheidsrechter: Jimmy Jewell (ENG) |

|                                                                       |                                                       |       |           |                                                                                              |
| 9 november Vriendschappelijk № 221 «onderlinge duels» 14:30 uur (UTC) | Engeland                                              | 4 – 0 | Noorwegen | St. James' Park, Newcastle upon Tyne Toeschouwers: 39.887 Scheidsrechter: James Martin (SCO) |
| 9 november Vriendschappelijk № 221 «onderlinge duels» 14:30 uur (UTC) | Reggie Smith 13', 40' Ronnie Dix 20' Tommy Lawton 35' |       |           | St. James' Park, Newcastle upon Tyne Toeschouwers: 39.887 Scheidsrechter: James Martin (SCO) |

|                                                                                        |                                                                          |       |               |                                                                                    |
| 16 november British Home Championship 1938/39 № 222 «onderlinge duels» 14:30 uur (UTC) | Engeland                                                                 | 7 – 0 | Noord-Ierland | Old Trafford, Stretford Toeschouwers: 40.386 Scheidsrechter: Peter Craigmyle (SCO) |
| 16 november British Home Championship 1938/39 № 222 «onderlinge duels» 14:30 uur (UTC) | Tommy Lawton 8' Willie Hall 36', 38', 40', 55', 65' Stanley Matthews 75' |       |               | Old Trafford, Stretford Toeschouwers: 40.386 Scheidsrechter: Peter Craigmyle (SCO) |

### 1939
|                                                                                     |                  |       |                                  |                                                                                    |
| 15 april British Home Championship 1938/39 № 223 «onderlinge duels» 15:15 uur (UTC) | Schotland        | 1 – 2 | Engeland                         | Hampden Park, Glasgow Toeschouwers: 149.269 Scheidsrechter: William Hamilton (NIR) |
| 15 april British Home Championship 1938/39 № 223 «onderlinge duels» 15:15 uur (UTC) | Jimmy Dougal 20' |       | 67' Pat Beasley 88' Tommy Lawton | Hampden Park, Glasgow Toeschouwers: 149.269 Scheidsrechter: William Hamilton (NIR) |

|                                                                     |                                     |       |                                  |                                                                                 |
| 13 mei Vriendschappelijk № 224 «onderlinge duels» 16:00 uur (UTC+1) | Italië                              | 2 – 2 | Engeland                         | Stadio San Siro, Milaan Toeschouwers: 60.000 Scheidsrechter: Peco Bauwens (GER) |
| 13 mei Vriendschappelijk № 224 «onderlinge duels» 16:00 uur (UTC+1) | Amedeo Biavati 49' Silvio Piola 64' |       | 19' Tommy Lawton 77' Willie Hall | Stadio San Siro, Milaan Toeschouwers: 60.000 Scheidsrechter: Peco Bauwens (GER) |

|                                                                     |                                          |       |                  |                                                                                     |
| 18 mei Vriendschappelijk № 225 «onderlinge duels» 17:00 uur (UTC+1) | Joegoslavië                              | 2 – 1 | Engeland         | Stadion BSK, Belgrado Toeschouwers: 30.000 Scheidsrechter: Georges Capdeville (FRA) |
| 18 mei Vriendschappelijk № 225 «onderlinge duels» 17:00 uur (UTC+1) | Svetislav Glišović 15' Nikola Perlić 62' |       | 49' Frank Broome | Stadion BSK, Belgrado Toeschouwers: 30.000 Scheidsrechter: Georges Capdeville (FRA) |

|                                                                     |          |                                  |          | |
| 24 mei Vriendschappelijk № 226 «onderlinge duels» 18:00 uur (UTC+3) | Roemenië | 0 – 2                            | Engeland | Stadionul Oficiul Național de Educație Fizică, Boekarest Toeschouwers: 40.000 Scheidsrechter: John Langenus (BEL) |
| 24 mei Vriendschappelijk № 226 «onderlinge duels» 18:00 uur (UTC+3) |          | 10' Len Goulden 52' Donald Welsh |          | Stadionul Oficiul Național de Educație Fizică, Boekarest Toeschouwers: 40.000 Scheidsrechter: John Langenus (BEL) |

FA · A-internationals · Selecties · Bondscoaches · Engels vrouwenelftal · Brits olympisch elftal · Engeland -21 · Engeland -20 · Engeland -19 · Engeland -18 · Engeland -17 · Engeland -16 · Vrouwen -17
1872 – 1899 ·
1900 – 1919 ·
1920 – 1929 ·
1930 – 1939 ·
1940 – 1949 ·
1950 – 1959 ·
1960 – 1969 ·
1970 – 1979 ·
1980 – 1989 ·
1990 – 1999 ·
2000 – 2009 ·
2010 – 2019 ·
2020 − 2029
EK's: 1968 ·
1980 ·
1988 ·
1992 ·
1996 ·
2000 ·
2004 ·
2012 · 
2016 · 
2020 · 
2024
WK's: 1950 ·
1954 ·
1958 ·
1962 ·
1966 ·
1970 ·
1982 ·
1986 ·
1990 ·
1998 ·
2002 ·
2006 ·
2010 ·
2014 ·
2018 · 
2022
Albanië ·
Algerije ·
Andorra ·
Argentinië ·
Australië ·
Azerbeidzjan ·
België ·
Bosnië en Herzegovina ·
Brazilië ·
Bulgarije ·
Canada ·
Chili ·
China ·
Colombia ·
Costa Rica ·
Cyprus ·
Denemarken ·
DDR · 
Duitsland ·
Ecuador ·
Egypte ·
Estland ·
Finland ·
Frankrijk ·
Georgië ·
Ghana ·
GOS ·
Griekenland ·
Honduras ·
Hongarije ·
Ierland ·
IJsland · 
Iran ·
Israël ·
Italië ·
Ivoorkust ·
Jamaica ·
Japan ·
Joegoslavië ·
Kameroen ·
Kazachstan ·
Koeweit ·
Kosovo ·
Kroatië ·
Liechtenstein ·
Litouwen ·
Luxemburg ·
Maleisië ·
Malta ·
Marokko ·
Mexico ·
Moldavië ·
Montenegro ·
Nederland ·
Nieuw-Zeeland ·
Nigeria ·
Noord-Ierland ·
Noord-Macedonië ·
Noorwegen ·
Oekraïne ·
Oostenrijk ·
Panama · 
Paraguay ·
Peru · 
Polen ·
Portugal ·
Roemenië ·
Rusland ·
San Marino · 
Saoedi-Arabië ·
Schotland ·
Senegal ·
Servië ·
Servië en Montenegro · 
Slovenië ·
Slowakije ·
Sovjet-Unie ·
Spanje ·
Trinidad en Tobago ·
Tsjechië ·
Tsjecho-Slowakije ·
Tunesië ·
Turkije ·
Uruguay ·
Verenigde Staten ·
Wales ·
Wit-Rusland ·
Zuid-Afrika ·
Zuid-Korea ·
Zweden ·
Zwitserland
Algerije (2010) · 
Argentinië (1986) · 
Argentinië (1998) · 
Argentinië (2002) · 
België (1990) · 
België (2018, 1) · 
België (2018, 2) · 
Brazilië (2002) · 
Colombia (1998) ·
Colombia (2018) ·
Costa Rica (2014) ·
Denemarken (2002) ·
Denemarken (2021) · 
Duitsland (2000) ·
Duitsland (2010) ·
Duitsland (2021) ·
Ecuador (2006) ·
Egypte (1990) ·
Frankrijk (1982) ·
Frankrijk (2012) ·
Frankrijk (2022) ·
Ierland (1990) · 
IJsland (2016) ·
Italië (1990) · 
Italië (2012) · 
Italië (2014) · 
Italië (2021) · 
Kameroen (1990) · 
Koeweit (1982) · 
Kroatië (2018) ·
Kroatië (2021) · 
Marokko (1986) · 
Nederland (1990) · 
Nigeria (2002) · 
Oekraïne (2012) · 
Oekraïne (2021) ·
Panama (2018) · 
Paraguay (1986) · 
Paraguay (2006) · 
Polen (1986) · 
Portugal (1986) · 
Portugal (2000) · 
Portugal (2006) · 
Roemenië (1998) ·
Roemenië (2000) ·
Rusland (2016) ·
Schotland (2021) ·
Senegal (2022) ·
Slovenië (2010) ·
Slowakije (2016) ·
Spanje (1982) ·
Spanje (2024) ·
Trinidad en Tobago (2006) ·
Tsjechië (2021) ·
Tsjecho-Slowakije (1982) ·
Tunesië (1998) ·
Tunesië (2018) ·
Uruguay (2014) ·
Verenigde Staten (2010) ·
Wales (2016) · 
West-Duitsland (1966) ·
West-Duitsland (1982) ·
West-Duitsland (1990) ·
Zweden (2002) ·
Zweden (2006) · 
Zweden (2012)
België · Bulgarije · Denemarken · Duitsland · Engeland · Estland · Finland · Frankrijk · Griekenland · Hongarije · Ierland · Israël · Italië · Joegoslavië · Letland · Litouwen · Luxemburg · Nederland · Noord-Ierland · Noorwegen · Oostenrijk · Polen · Portugal · Roemenië · Schotland · Spanje · Tsjecho-Slowakije · Turkije · Wales · Zweden · Zwitserland